# Sarrazac, Lot
Sarrazac är en kommun i departementet Lot i regionen Occitanien i södra Frankrike. Kommunen ligger i kantonen Martel som tillhör arrondissementet Gourdon. År 2018 hade Sarrazac 499 invånare.

## Befolkningsutveckling
Antalet invånare i kommunen Sarrazac
| Referens: INSEE |